# 松平康映
松平 康映（まつだいら やすてる）は、和泉国岸和田藩の第2代藩主。後に播磨国山崎藩主を経て、石見国浜田藩初代藩主となった。松井松平家2代。

## 生涯
元和元年（1615年）、丹波篠山藩主・松平康重の次男として篠山で生まれる。兄の康政が早世したため、寛永10年（1633年）に世子に指名され、12月28日に従五位下・淡路守に叙位・任官する。寛永17年（1640年）、父の死去により家督を継いで岸和田藩主となる。しかし間もなく播磨山崎に移封となった。
慶安2年（1649年）8月12日、石見浜田に移封される。その後は検地を行なうなどして藩政の基礎を固めた。万治元年（1658年）、家老・石川正西（昌隆）に『聞見集』の作成を命じる（完成は万治2年（1659年））。延宝2年12月30日（1675年）に死去した。享年60。跡を三男の康官が継いだ。
甥に「石見国名所松葉集」を記した新清元麿（弟・康紀の子）がいる。

## 系譜
父母
- 松平康重（父）

正室
- 岡部宣勝の娘

子女
- 松平康官（三男）
- 松平康明
- 村瀬康致（五男）
- 松仙院 - 脇坂安政正室